# Overland (Nebraska)
Overland – jednostka osadnicza w Stanach Zjednoczonych, w stanie Nebraska, w hrabstwie Dundy.